# Torre Velasca
La Torre Velasca es un rascacielos de Milán situado en la plaza homónima, al sur de la catedral. El nombre, derivado del preexistente topónimo, está relacionado con el gobernador español Juan Fernández de Velasco, a quien fue dedicada la plaza en los años 1960.

## Historia
Diseñada por Ernesto Nathan Rogers y Enrico Peressutti (miembros del grupo de arquitectos B.B.P.R.) y construida entre 1956 y 1958 con la financiación de la Sociedad General Immobiliare, surge en un área un tiempo residencial, destruida por bombardeos estadounidenses en 1943 y se encuentra en el paisaje urbano, en el cual se convierte en uno de los símbolos más notables.
En el medio de esta zona se ubica la torre, proyecto que se puede conectar a la llamada revolución estilística Neoliberty, pero con toques de brutalismo y siendo parte de la expresión variada del racionalismo italiano, que está estrechamente relacionado con el contexto de Milán en el que se levanta, imponente junto con la catedral y las torres de la ciudad, pero sobre todo en el Castello Sforzesco.
Los primeros dieciocho pisos están ocupados por tiendas y oficinas, mientras que los pisos superiores al 26, ocupados por apartamentos, están desarrollados sobre un área más grande que la anterior forma original y dan el característico «hongo» de la torre. El ángulo del haz, para dar apoyo externo para la expansión de las plantas superiores, da un aspecto típico al rascacielos, cosa que hizo que los milaneses lo apodaran «el rascacielos de las ligas».
El perfil de la torre es el resultado de un largo estudio que tiene su origen en la búsqueda de respuestas a la constricción funcional donde se encuentra la base de la torre en la plaza homónima, libre, sin embargo, la libertad de ampliar en los pisos superiores.
El plan original preveía una construcción de estructura de acero (inspirada en la cultura de los rascacielos estadounidenses), pero se prefirió adoptar un enfoque más «tradicional» de hormigón que se combinó con el mejor lenguaje neo-liberty del edificio. En la fase preliminar intervino una empresa de Nueva York que se especializa en la evaluación económica de proyectos de arquitectura y decidió que, dado el estado actual de la tecnología de la industria siderúrgica italiana, el proyecto no sería viable.

Foto para Paolo Monti
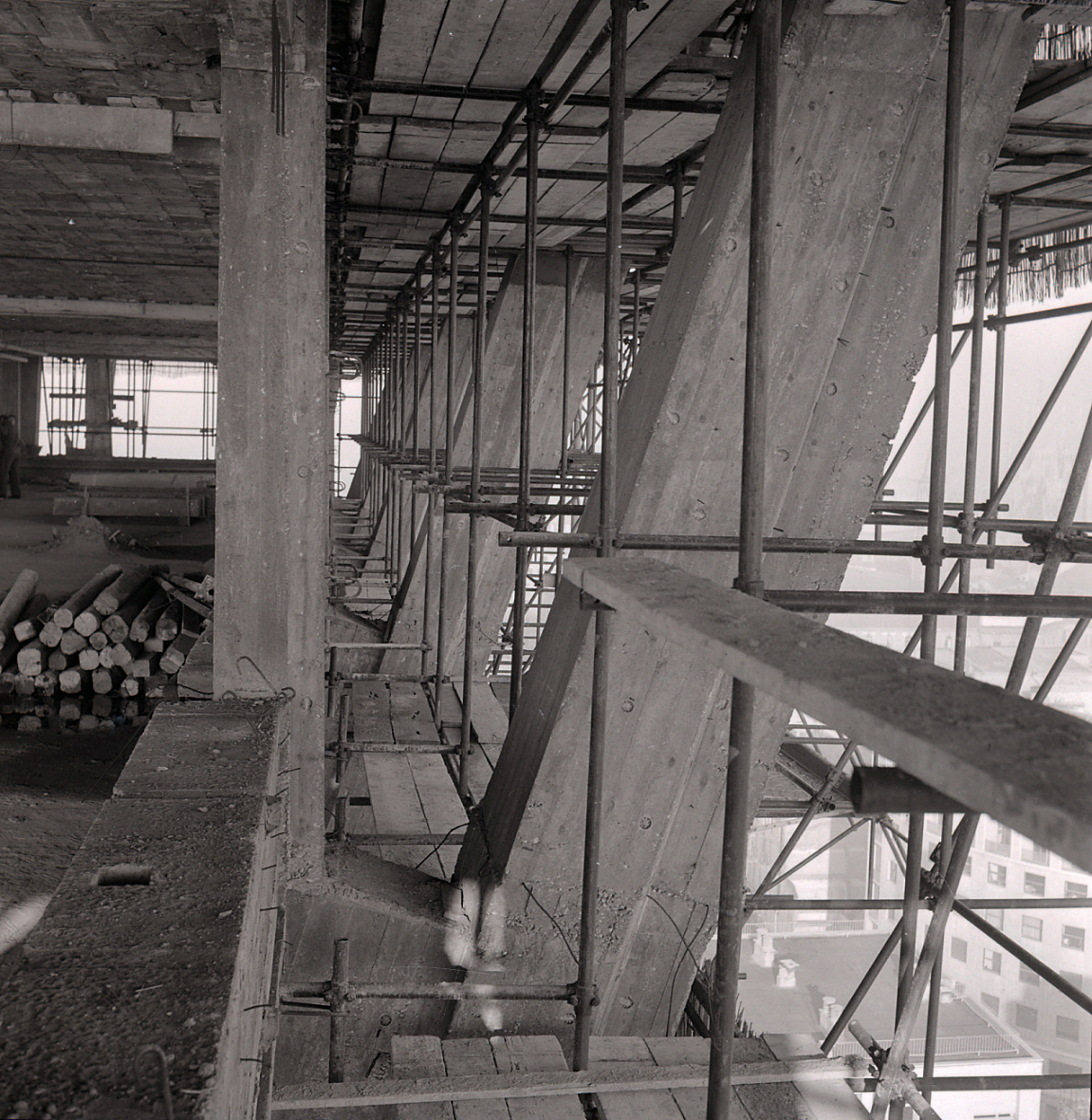
Andamios durante la construcción
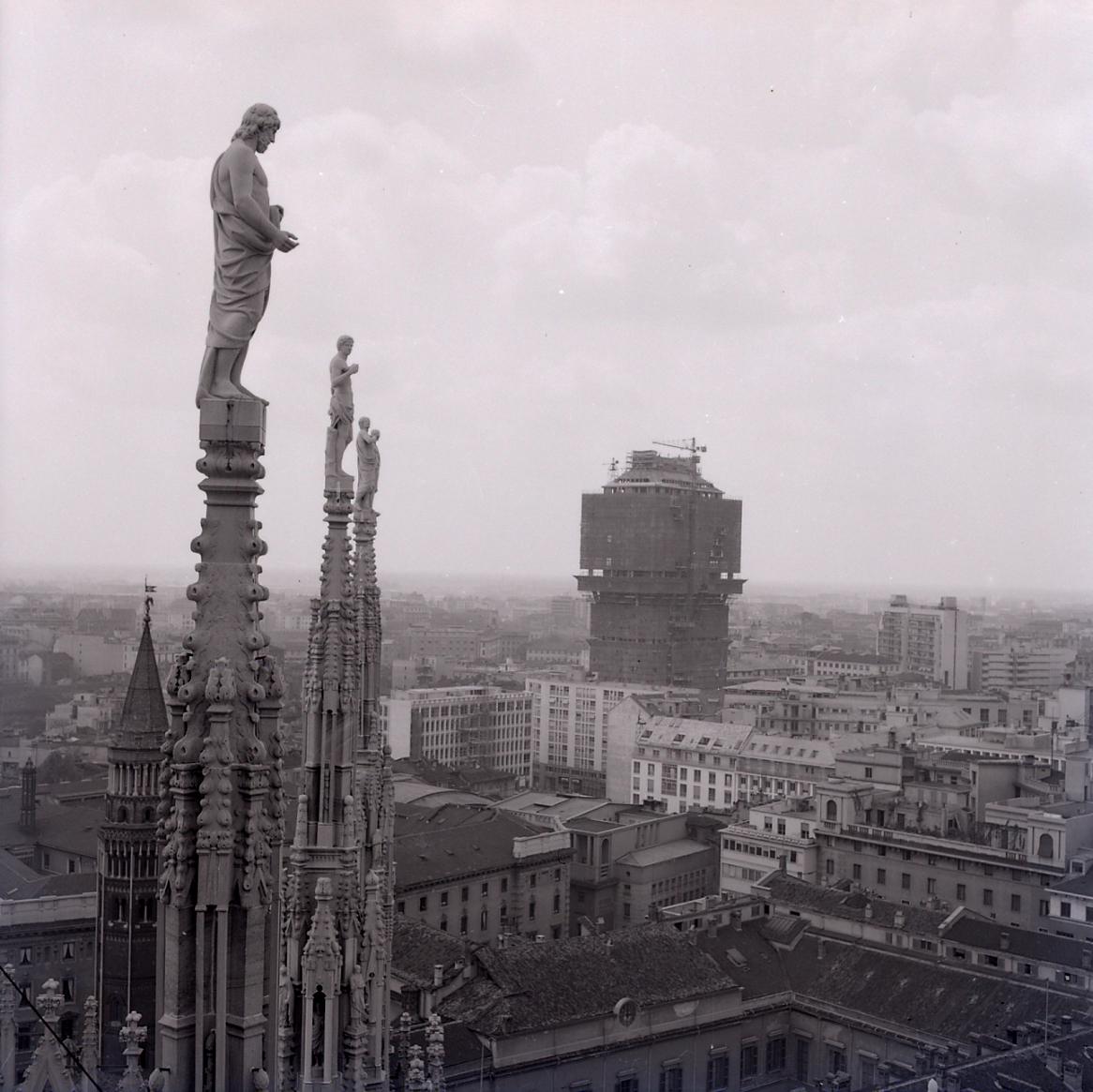
La torre en construcción, como se ve a través de las agujas de la Catedral de Milán
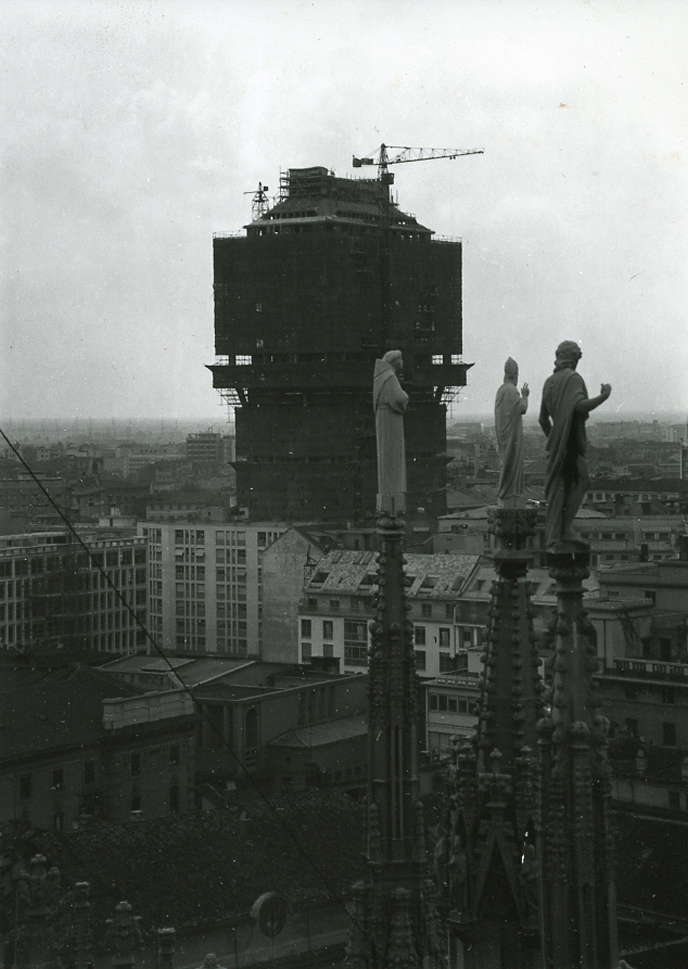
La torre en construcción, como se ve a través de las agujas de la catedral de Milán
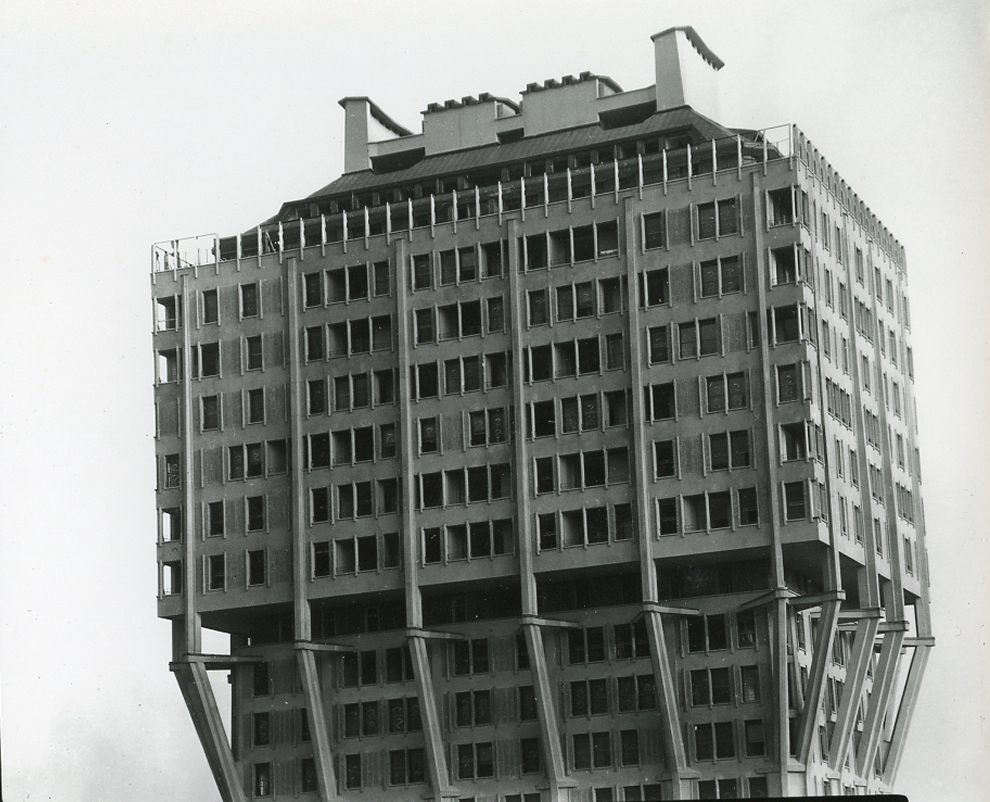
Alta pisos
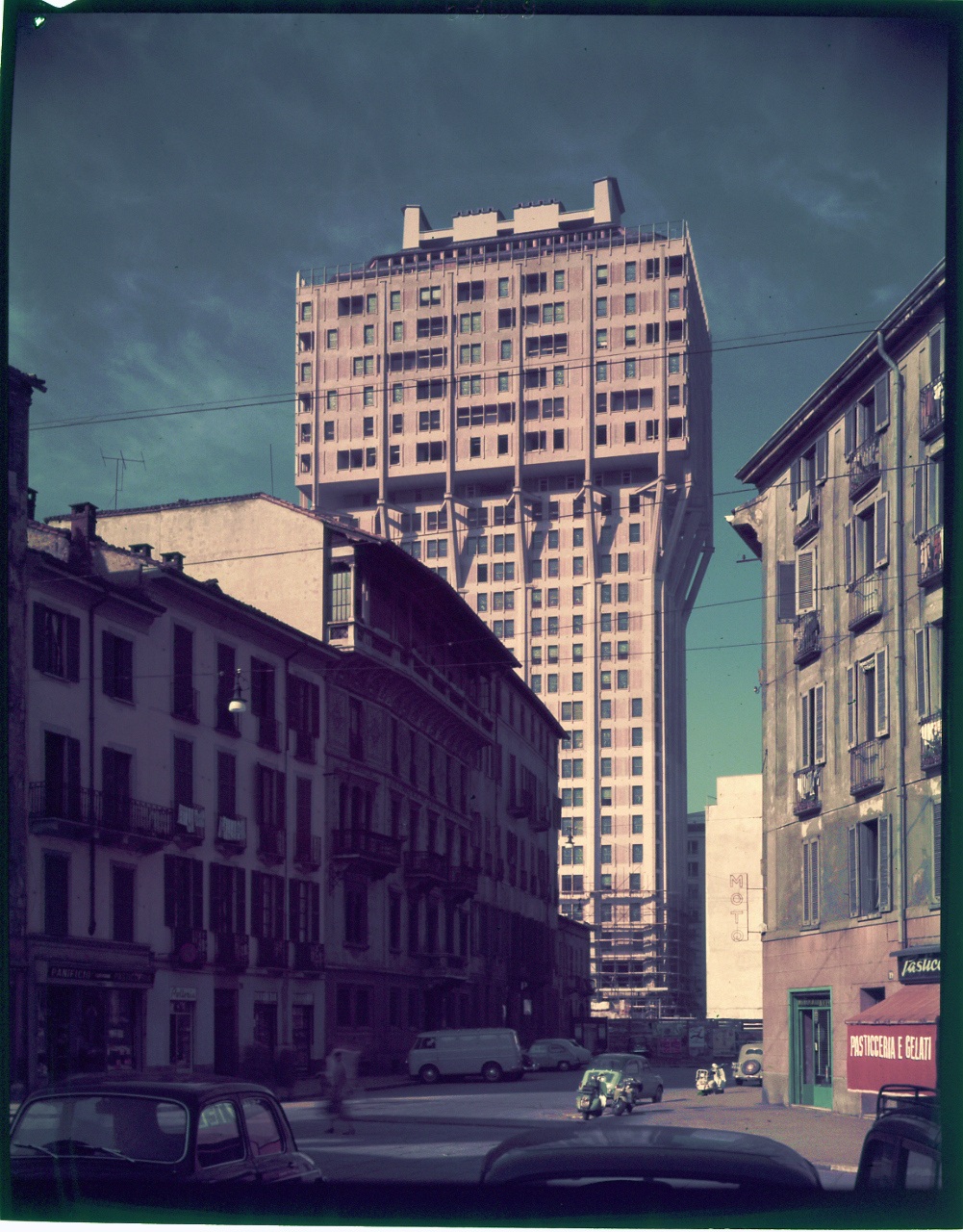

## Arquitectos

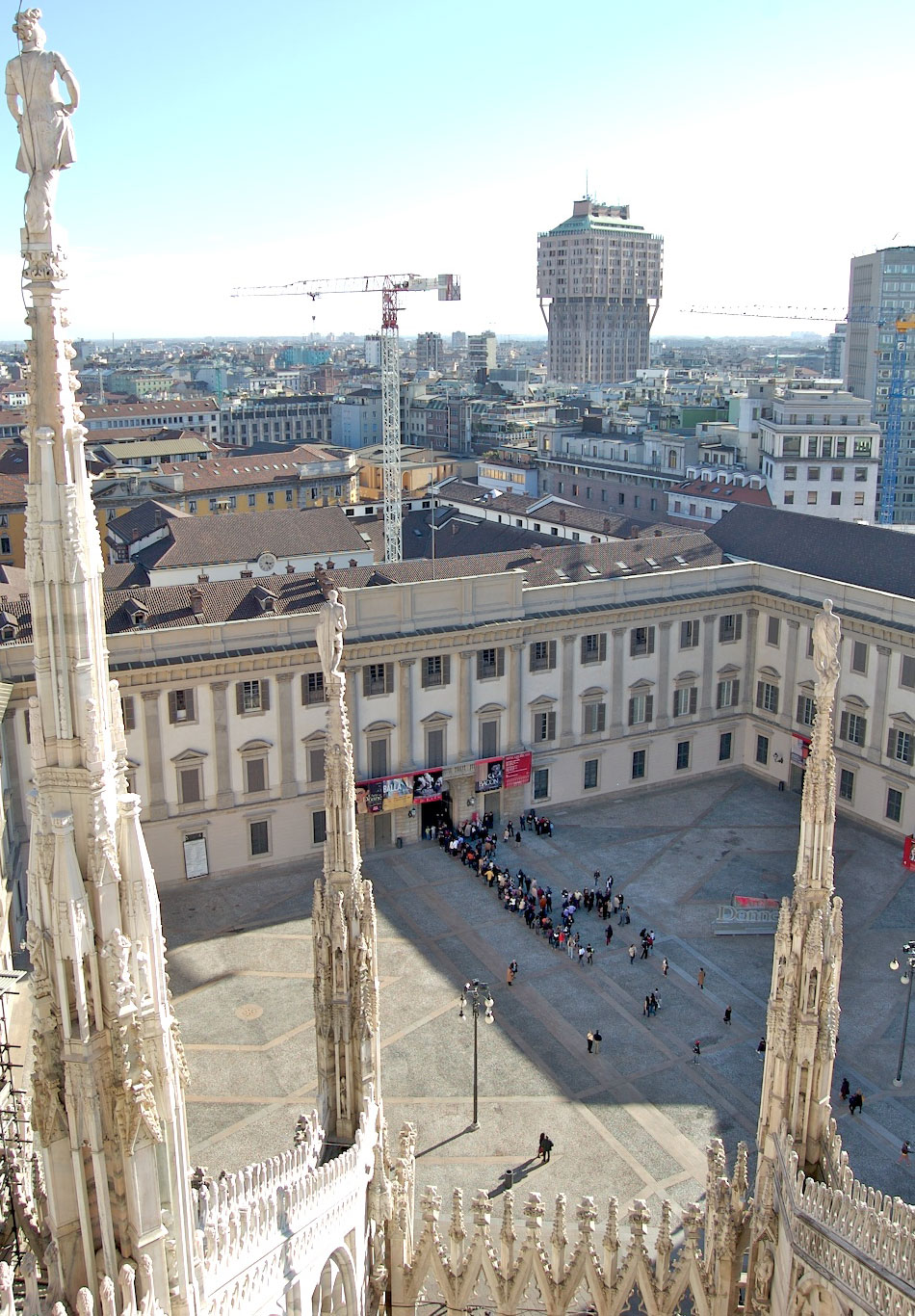
La Torre Velasca vista desde la Catedral.

B.B.P.R. (grupo de diseñadores constituido en 1932 por Gian Luigi Banfi, Lodovico Barbiano de Belgiojoso, Enrico Peressutti y Ernesto Nathan Rogers).

## Cine y literatura
- La Torre Velasca es uno de los escenarios del film El vedovo (1959) de Dino Risi, protagonizada por el dúo Alberto Sordi-Franca Valeri.
- La Torre Velasca es también uno de los escenarios de la película Milano calibro 9. Rodada en 1972, fue pionera del género negro/policíaco en Italia. En uno de los apartamentos del rascacielos, vivía el gánster conocido como «el Americano» (interpretado por Lionel Stander).
- Parte de la historia del libro Neppure un rigo en cronaca (2000), de Gino & Michele, está ambientada en la recién construida Torre Velasca.